# Liga de Béisbol Profesional de la República Dominicana 2007-08
La temporada de la Liga Dominicana de Béisbol Profesional 2007-2008 fue la 54.ª edición de este campeonato. La temporada regular comenzó el 17 de octubre de 2007 y finalizó el 23 de diciembre de 2007. El Todos Contra Todos o Round Robin inició el 26 de diciembre de 2007 y finalizó el 15 de enero de 2008. La Serie Final se llevó a cabo, iniciando el 17 de enero de 2008 y concluyendo el 25 de enero de 2008, cuando las Águilas Cibaeñas se coronaron campeones de la liga sobre los Tigres del Licey.